# ФК Морава Житковац
Фудбалски Морава Житковац је српски фудбалски клуб из Житковца, општина Алексинац. Тренутно се такмичи у Зона Центар, четвртом такмичарском нивоу српског фудбала.

## Историја
Клуб је основан 17. јуна 1930 под именом Морава, а прву утакмицу је одиграо у јулу 1930. против Делиграда из Алексинца, која се завршила победом Делиграда од 3:2. Данашњи стадион клуб је добио 1938. године.
Године 1953. клуб је променио име у Железничар, пошто је железница финансирала клуб, а након што је народни одбор општине Житковац преузео клуб 1957. враћено је првобитно име Морава.